# Jard Samuelson
Jard Samuelson, folkbokförd Jard Erik Samuelsson, född 8 mars 1952 i Gunnarskogs församling, är en svensk kristen sångare och låtskrivare. 
Jard Samuelson turnerade i 15 år med tre av sina bröder Rolf, Kjell och Olle Samuelson i den gemensamma, countryinfluerade gospelgruppen Samuelsons, i såväl Europa som USA. Den äldste brodern Rolf Samuelson avled 1981 och gruppen spelade in sin sista skiva 1985. Jard Samuelson träffade Carina Hallberg (född 1966) som han började turnera med; de gifte sig 1988. I dag turnerar han både ensam och med hustrun.
Bröderna Samuelsons drev Löttorps camping på Öland, där Jard Samuelson fortfarande medverkar även sedan andra övertagit verksamheten.

## Diskografi i urval (för perioden efter Samuelsons)
- 1986 – Jard Samuelson: Nya vägar
- 1988 – Jard och Carina Samuelson: Du har en vän
- 1990 – Jard och Carina Samuelson: Vilken underbar värld
- 1992 – Jard och Carina Samuelson: En härlig morgondag
- 1995 – Jard Samuelson: Varje dag är en gåva
- 1998 – Jard Samuelson: En sång om kärlek
- 2001 – Jard Samuelson: När vi möts igen
- 2004 – Jard Samuelson: En sång en gång för längesen
- 2007 – Jard Samuelson: En värld av kärlek
- 2011 – Jard Samuelson: Sången i mitt liv
- 2017 – Jard Samuelson: Vägen hem